# Président de l'Assemblée nationale du Québec
La présidence de l'Assemblée nationale du Québec est la plus importante et la plus ancienne fonction de cette assemblée. Elle arbitre les débats, interprète le règlement de l'Assemblée nationale, voit à l'administration de l'Assemblée (préside ainsi la Commission de l'Assemblée nationale) et s'occupe de la représenter, notamment au niveau international. 
Avant la réforme parlementaire de 1968, on parlait de l'orateur (traduction du terme anglais speaker) de l'Assemblée législative.

## Rôle
La personne titulaire est élue par vote secret des parlementaires à la première session qui suit une élection générale. Elle a trois fonctions principales :
- arbitrer les séances, assurer le bon déroulement des travaux, le respect des droits des membres en appliquant le règlement de l'Assemblée et en faisant évoluer celui-ci.
- administrer l'Assemblée et en dirige les services. En particulier, préparer un budget, assurer la sécurité des édifices et des personnes, ceci assisté par le Bureau de l'Assemblée, composé de députés du gouvernement et de l'opposition.
- représenter l'Assemblée nationale au Québec et dans le monde, particulièrement en maintenant des liens avec les autres législatures. Cette fonction inclut la remise de la Médaille d'honneur de l'Assemblée nationale du Québec.

## Évolution de la fonction
Le parlementarisme ayant été introduit au Bas-Canada (prédécesseur du Québec actuel) sous le régime britannique, c'est naturellement sous l'influence du système de Westminster que cette fonction a évolué.
Le principe du gouvernement responsable étant déjà acquis lors de la mise en place de l’Assemblée législative du Québec en 1867 dans le cadre de la Confédération canadienne, la fonction d'orateur est déjà considérée comme étant au-dessus des partis politiques. La fonction maintiendra son prestige jusqu'au premier tiers du XXe siècle, faute à un recours abusif à la procédure d'appel (où la majorité de la chambre peut renverser une décision de l'orateur). Cette procédure sera abolie en 1969, ce qui redonnera au président l'autorité nécessaire pour appliquer le règlement sans qu'une majorité partisane viennent remettre en question ses décisions.

## Liste des présidents depuis 1867
|  | Début du mandat   | Président(e)                          | Circonscription         | Parti                    | Durée du mandat            |
|  | 27 décembre 1867  | Joseph-Godéric Blanchet               | Lévis                   | Conservateur             | 7 ans, 10 mois et 8 jours  |
|  | 4 novembre 1875   | Pierre Fortin                         | Gaspé                   | Conservateur             | 1 an et 6 jours            |
|  | 10 novembre 1876  | Louis Beaubien                        | Hochelaga               | Conservateur             | 1 an, 6 mois et 25 jours   |
|  | 4 juin 1878       | Arthur Turcotte                       | Trois-Rivières          | Conservateur indépendant | 3 ans, 9 mois et 4 jours   |
|  | 8 mars 1882       | Louis-Olivier Taillon                 | Montréal-Est            | Conservateur             | 2 ans et 19 jours          |
|  | 27 mars 1884      | Jonathan Saxton Campbell Würtele      | Yamaska                 | Conservateur             | 2 ans et 10 mois           |
|  | 27 janvier 1887   | Félix-Gabriel Marchand                | Saint-Jean              | Libéral                  | 5 ans, 2 mois et 30 jours  |
|  | 26 avril 1892     | Pierre-Évariste Leblanc               | Laval                   | Conservateur             | 5 ans, 6 mois et 28 jours  |
|  | 23 novembre 1897  | Jules Tessier                         | Portneuf                | Libéral                  | 3 ans, 2 mois et 22 jours  |
|  | 14 février 1901   | Henri-Benjamin Rainville              | Montréal #3             | Libéral                  | 4 ans et 16 jours          |
|  | 2 mars 1905       | Auguste Tessier                       | Rimouski                | Libéral                  | 1 mois et 23 jours         |
|  | 25 avril 1905     | William Alexander Weir                | Argenteuil              | Libéral                  | 1 an, 8 mois et 21 jours   |
|  | 15 janvier 1907   | Philippe-Honoré Roy                   | Saint-Jean              | Libéral                  | 2 ans, 1 mois et 15 jours  |
|  | 2 mars 1909       | Jean-Marie-Joseph-Pantaléon Pelletier | Sherbrooke              | Libéral                  | 2 ans, 10 mois et 7 jours  |
|  | 9 janvier 1912    | Cyrille Fraser Delâge                 | Québec                  | Libéral                  | 4 ans, 9 mois et 29 jours  |
|  | 7 novembre 1916   | Antonin Galipeault                    | Bellechasse             | Libéral                  | 3 ans, 1 mois et 3 jours   |
|  | 10 décembre 1919  | Joseph-Napoléon Francœur              | Lotbinière              | Libéral                  | 8 ans et 1 mois            |
|  | 10 janvier 1928   | Hector Laferté                        | Drummond                | Libéral                  | 1 an, 11 mois et 28 jours  |
|  | 7 janvier 1930    | Télesphore-Damien Bouchard            | Saint-Hyacinthe         | Libéral                  | 6 ans, 2 mois et 17 jours  |
|  | 24 mars 1936      | Lucien Dugas                          | Joliette                | Libéral                  | 6 mois et 13 jours         |
|  | 7 octobre 1936    | Paul Sauvé                            | Deux-Montagnes          | Union nationale          | 3 ans, 4 mois et 13 jours  |
|  | 20 février 1940   | Bernard Bissonnette                   | L'Assomption            | Libéral                  | 2 ans, 2 mois et 22 jours  |
|  | 12 mai 1942       | Valmore Bienvenue                     | Bellechasse             | Libéral                  | 9 mois et 11 jours         |
|  | 23 février 1943   | Cyrille Dumaine                       | Bagot                   | Libéral                  | 1 an, 11 mois et 15 jours  |
|  | 7 février 1945    | Alexandre Taché                       | Hull                    | Union nationale          | 10 ans, 10 mois et 8 jours |
|  | 15 décembre 1955  | Maurice Tellier                       | Montcalm                | Union nationale          | 4 ans, 9 mois et 5 jours   |
|  | 20 septembre 1960 | Lucien Cliche                         | Abitibi-Est             | Libéral                  | 1 an, 3 mois et 20 jours   |
|  | 9 janvier 1962    | John Richard Hyde                     | Westmount–Saint-Georges | Libéral                  | 3 ans, 9 mois et 13 jours  |
|  | 22 octobre 1965   | Guy Lechasseur                        | Verchères               | Libéral                  | 1 an, 1 mois et 9 jours    |
|  | 1er décembre 1966 | Rémi Paul                             | Maskinongé              | Union nationale          | 1 an, 10 mois et 21 jours  |
|  | 22 octobre 1968   | Gérard Lebel                          | Rivière-du-Loup         | Union nationale          | 1 an, 4 mois et 2 jours    |
|  | 24 février 1970   | Raynald Fréchette                     | Sherbrooke              | Union nationale          | 3 mois et 16 jours         |
|  | 9 juin 1970       | Jean-Noël Lavoie                      | Laval                   | Libéral                  | 6 ans, 6 mois et 5 jours   |
|  | 14 décembre 1976  | Clément Richard                       | Montmorency             | Parti québécois          | 3 ans, 10 mois et 28 jours |
|  | 11 novembre 1980  | Claude Vaillancourt                   | Jonquière               | Parti québécois          | 2 ans, 4 mois et 12 jours  |
|  | 23 mars 1983      | Richard Guay                          | Taschereau              | Parti québécois          | 2 ans, 8 mois et 23 jours  |
|  | 16 décembre 1985  | Pierre Lorrain                        | Saint-Jean              | Libéral                  | 3 ans, 11 mois et 12 jours |
|  | 28 novembre 1989  | Jean-Pierre Saintonge                 | La Pinière              | Libéral                  | 5 ans et 1 jour            |
|  | 29 novembre 1994  | Roger Bertrand                        | Portneuf                | Parti québécois          | 1 an, 3 mois et 12 jours   |
|  | 12 mars 1996      | Jean-Pierre Charbonneau               | Borduas                 | Parti québécois          | 6 ans                      |
|  | 12 mars 2002      | Louise Harel                          | Hochelaga-Maisonneuve   | Parti québécois          | 1 an, 2 mois et 23 jours   |
|  | 4 juin 2003       | Michel Bissonnet                      | Jeanne-Mance—Viger      | Libéral                  | 5 ans, 1 mois et 10 jours  |
|  | 21 octobre 2008   | François Gendron                      | Abitibi-Ouest           | Parti québécois          | 2 mois et 23 jours         |
|  | 13 janvier 2009   | Yvon Vallières                        | Richmond                | Libéral                  | 2 ans, 2 mois et 19 jours  |
|  | 5 avril 2011      | Jacques Chagnon                       | Westmount—Saint-Louis   | Libéral                  | 7 ans, 7 mois et 22 jours  |
|  | 27 novembre 2018  | François Paradis                      | Lévis                   | Coalition avenir         | 4 ans et 2 jours           |
|  | 29 novembre 2022  | Nathalie Roy                          | Montarville             | Coalition avenir         | 2 ans, 3 mois et 13 jours  |

Note : Avant le 1er janvier 1969, les titulaires du poste étaient appelés orateur de l'Assemblée législative du Québec.
Les cinq présidents ayant duré le plus longtemps depuis 1791 sont :
- Louis-Joseph Papineau (21 ans 2 mois) (Bas-Canada)
- Jean-Antoine Panet (19 ans 1 mois) (Bas-Canada)
- Alexandre Taché (10 ans 10 mois) (Québec)
- Joseph-Napoléon Francœur (8 ans 1 mois) (Québec)
- Joseph-Godéric Blanchet (7 ans 11 mois) (Québec)

## Vice-présidence
Le président de l'Assemblée nationale du Québec est aussi aidé de trois vice-présidents.
- Première vice-présidente : Chantal Soucy (Saint-Hyacinthe)
- Deuxième vice-président : Sylvain Lévesque (Chauveau)
- Troisième vice-président : Frantz Benjamin (Viau)